# تیری کوریا
تیری کوریا (انگلیسی: Thierry Correia؛ زادهٔ ۹ مارس ۱۹۹۹) بازیکن فوتبال اهل پرتغال است که در پست دفاع راست برای باشگاه اسپانیایی والنسیا بازی می‌کند.
وی همچنین در تیم‌های ملی فوتبال زیر ۱۶ سال پرتغال، زیر ۱۷ سال پرتغال، زیر ۱۸ سال پرتغال، زیر ۱۹ سال پرتغال، زیر ۲۰ سال پرتغال، و زیر ۲۱ سال پرتغال بازی کرده‌است.